# 福岡證券交易所
福岡證券交易所（証券会員制法人 福岡証券取引所，ふくおか・しょうけんとりひきじょ）是位于日本福岡縣福岡市中央區天神2丁目14番2号的證券交易所，也是九州地方唯一的證券交易所。成立于1949年。截止2007年3月，有145家上市公司。近年來大量原先在該證券交易所上市的公司轉投東京證券交易所或大阪證券交易所。2005年8月～2006年8月期間，共計減少了10家上市公司。

## 交易時間
- 前場 09:00～11:00
- 後場 12:30～15:30

33°35′29″N 130°23′50″E / 33.591337°N 130.397109°E